# 빙코케르시

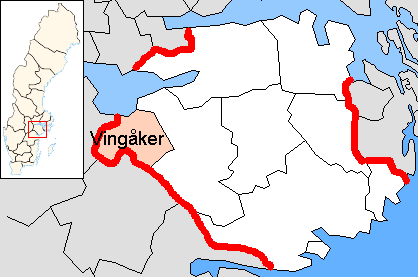
빙코케르 시의 위치

빙코케르시(스웨덴어: Vingåkers kommun)는 스웨덴 쇠데르만란드주에 위치한 지방 자치체로 행정 중심지는 빙코케르이며 면적은 439.44km2, 인구는 9,099명(2016년 12월 31일 기준), 인구 밀도는 21명/km2이다.

시 문장